# Hot (Young Thug)
Hot is een nummer van de Amerikaanse rappers Young Thug en Gunna uit 2019. Het is de tweede en laatste single van So Much Fun, het debuutalbum van Young Thug.
In dit nummer brengen Young Thug en Gunna een ode aan hun luxe levensstijl en hun status in de muziekindustrie. "Hot" werd in een aantal landen een bescheiden hit, met bijvoorbeeld een 11e positie in de Amerikaanse Billboard Hot 100. In Nederland bereikte het nummer geen hitlijsten, terwijl het in Vlaanderen de 20e positie in de Tipparade bereikte.

## Tracklijst
Muziekdownload
1. "Hot" - 3:13